# Castillo de Gyllebo
El Castillo de Gyllebo (en sueco: Gyllebo slott) es una casa señorial en el municipio de Simrishamn, Escania, en el sur de Suecia. Junto al castillo se halla el Gyllebohus, las ruinas de una fortificación del siglo XVI.
La fortaleza de Gyllebohus fue construida por Laurids Lauridsen Knob en 1538-1544. Era en su tiempo una de las mayores fortalezas de Escania. La fortaleza se incendió a principios del siglo XVIII. Entre 1713 y 1754, la finca fue propiedad de Christina Beata Dagström; debido a la ley de minoría de edad de mujeres casadas, formalmente era posesión de su marido Olof Dagström, quien fue sentenciado a cadena perpetua por traición, por lo cual ella la administró sola sin interferencia. Tras su muerte en 1754, fue posesión de la familia Schönström hasta 1904. La actual mansión fue construida en estilo clásico en 1813-1818 por Hedvig Sofia Schönström.  
En 1927, el terreno de la mansión fue dividido en granjas más pequeñas, y las autoridades compraron la mansión y la convirtieron en un lugar descanso. Funcionó como tal hasta 1971. 